# Herta Talmar
Herta Talmar (* 4. Juli 1920 in Salzburg; † 24. Juni 2010 ebenda) war eine österreichische Operettensängerin (Sopran) sowie Schauspielerin.

## Leben
Herta Talmar stand im Alter von elf Jahren erstmals auf einer Theaterbühne; in der Operette Die Kaiserin von Leo Fall am Salzburger Landestheater. Ihre Gesangsausbildung erhielt sie am Salzburger Mozarteum. 1952 trat sie am Landestheater Salzburg als Gast in der Operette Ballnacht in Florenz von Edwin Burmester (Musik nach Motiven von Johann Strauss) auf; daraufhin wurde sie dort fest engagiert. Von 1952 bis 1957 war Talmar dann Ensemblemitglied am Salzburger Landestheater. Sie trat dort in zahlreichen Operettenproduktionen auf, unter anderem in Die gold’ne Meisterin (1953), Abschiedswalzer von Ludwig Schmidseder (1953, mit Hubert Marischka als Partner), Marietta von Walter Kollo (1953), Ihr letzter Walzer von Oscar Straus (1954) und im August 1956 mit Johannes Heesters in Franz Lehárs Operette Die lustige Witwe. Ab 1957 war Talmar freischaffend tätig, gab Gastspiele und sang hauptsächlich für den Rundfunk. Ihr Repertoire umfasste schwerpunktmäßig die Operette, jedoch auch das Musical, das Volkslied, volkstümliche Wiener Lieder und Schlager.
Bekannt wurde Talmar insbesondere durch ihre zahlreichen Operettenquerschnitte, die in den 1950er und 1960er Jahren entstanden und exklusiv bei Polydor auf Schallplatten veröffentlicht wurden. Aufgenommen wurde fast das gesamte, gängige Operettenrepertoire, unter anderem Wiener Blut, Der Bettelstudent, Gasparone, Der Vogelhändler, Die lustige Witwe, Der Graf von Luxemburg, Der Zarewitsch, Das Land des Lächelns, Paganini, Die Csárdásfürstin, Gräfin Mariza, Die Zirkusprinzessin, Die Dollarprinzessin, Ein Walzertraum, Der Vetter aus Dingsda , Schwarzwaldmädel, Im weißen Rößl, Saison in Salzburg, Viktoria und ihr Husar und Die Blume von Hawaii. Talmar sang in diesen Aufnahmen, unter der musikalischen Leitung des Operettendirigenten Franz Marszalek, stets die Sopran-Partie mit wechselnden Tenor-Partnern wie Sándor Kónya, Fritz Wunderlich, Franz Fehringer und Reinhold Bartel; weitere Interpreten waren häufig Peter Alexander, Willy Hofmann, Rita Bartos und Renate Holm. Darüber hinaus entstand in den 1950er Jahren bei Polydor eine Reihe von sog. Komponistenbildern. Hier bildete Herta Talmar oft ein Sängerpaar mit Herbert Ernst Groh. Mit dem Orchester Kurt Edelhagen wurde auch ein Querschnitt des Musicals My Fair Lady produziert, in dem Talmar allerdings nur die Lady Eliza sang, während das Blumenmädchen Eliza von der Kabarettistin und Diseuse Cissy Kraner interpretiert wurde.
Talmar nahm in den 1950er und 1960er Jahren beim Rundfunk zahlreiche Gesamtaufnahmen von Operetten und musikalischen Lustspielen auf, meistens beim Westdeutschen Rundfunk mit Franz Marszalek. Unter der musikalischen Leitung von Marszalek entstanden Operettengesamtaufnahmen wie Der fidele Bauer (1954), Die Försterchristl (1955), Ein Walzertraum (1954), Adrienne (1956), Gasparone (1956) und Auf der grünen Wiese von Jara Beneš (1959). Aufgrund ihrer angenehmen Sprechstimme und ihres schauspielerischen Talents übernahm Talmar immer auch die Sprechrolle der jeweiligen Partie; häufig wurden in vergleichbaren Produktionen für Sänger und Schauspieler getrennte Interpreten verpflichtet. Daneben wurden unzählige Einzeltitel aus Operetten aufgenommen. Darunter finden sich viele Raritäten.
Talmars Rundfunkaufnahmen beim Westdeutschen Rundfunk wurden, soweit sie erhalten sind, in den letzten Jahren weitgehend, teilweise auch auf mehreren Labels (Line Music, Membran, Hamburger Archiv für Gesangskunst), auf CD veröffentlicht. 1958 entstand beim Westdeutschen Rundfunk mit Talmar auch eine Aufnahme von Lehárs Die Lustige Witwe mit Fred Liewehr als Danilo.
Im Februar 1955 entstand beim Bayerischen Rundfunk eine Rundfunkaufnahme des musikalischen Lustspiels Das kleine Café von Robert Stolz, in dem Talmar neben Christl Mardayn und Peter Alexander sang. Im Juli 1955 folgte mit Talmar, ebenfalls beim Bayerischen Rundfunk in München, ein musikalisches Potpourri mit Musik aus dem Film Die Deutschmeister; unter der musikalischen Leitung von Robert Stolz sangen neben Talmar die Tenöre Herbert Ernst Groh und Ferry Gruber. Ende 1955 entstand in Wien beim Österreichischen Rundfunk eine Aufnahme der Operette Venus im Grünen von Oscar Straus, in der Waldemar Kmentt Talmars Tenor-Partner war.
In den 1960er Jahren wirkte Talmar bei einigen Operettenverfilmungen (Die Kaiserin, Der Vetter aus Dingda, Der Bettelstudent, Gasparone, Paganini, Eine Nacht in Venedig) mit, die für das Fernsehen entstanden. Sie lieh dabei ihre Gesangsstimme unter anderem den Schauspielerinnen Gerlinde Locker, Birgit Bergen und Gardy Granass.
Nach Beendigung ihrer Gesangskarriere Mitte der 1960er Jahre trat Talmar als Schauspielerin auf, unter anderem 1968 am Münchner Volkstheater. Talmar lebte zuletzt in Salzburg, wo sie im Juni 2010 kurz vor ihrem 90. Geburtstag verstarb.

## Tondokumente (Auswahl)
- Ein Walzertraum: Gesamtaufnahme 1954. Westdeutscher Rundfunk – Franz Marszalek
Herta Talmar (Franzi); Kurt Großkurth (Fürst Joachim); Herbert Ernst Groh (Leutnant Niki); Willy Hofmann (Leutnant Montschi); Käthe Graus (Prinzessin Helene)
Line Music Service 5.01133 (2 CD)
- Die Försterchristl: Gesamtaufnahme 1955. Westdeutscher Rundfunk – Franz Marszalek
Herta Talmar (Christl); Peter René Körner (Kaiser Josef II.); Franz Fehringer (Franz Földessy); Peter Alexander (Peter Walperl); Käthe Graus (Komtesse Josefine)
Hamburger Archiv für Gesangskunst 30140 (2 CD)
- Gasparone: Gesamtaufnahme 1956. Westdeutscher Rundfunk – Franz Marszalek
Herta Talmar (Sora); Anny Schlemm (Carlotta); Josef Metternich (Der Fremde); Willy Hofmann (Benozzo); Benno Kusche (Nasoni)
Line Music Service 5.01131 (2 CD)
- Adrienne: Gesamtaufnahme 1956. Westdeutscher Rundfunk – Franz Marszalek
Herta Talmar (Adrienne Lecouvreur); Lore Lorentz (Herzogin Anna Iwanowna); Franz Fehringer (Moritz von Sachsen); Willy Hofmann (Benozzo); Philipp Gehly (Fleury)
Line Music Service 5.01100 (2 CD)
- Auf der grünen Wiese: Gesamtaufnahme 1959. Westdeutscher Rundfunk – Franz Marszalek
Herta Talmar (Vera); Peter René Körner (Wittgenstein); Franz Fehringer (Liebling); Friedl Münzer (Lubiza); Rita Bartos (Hanni)
Hamburger Archiv für Gesangskunst 30144 (2 CD)